# Villa Krause
Villa Krause est une ville et le chef-lieu du Département de Rawson, dans la province de San Juan en Argentine. Elle constitue une partie de l'agglomération de la ville de San Juan, la capitale provinciale. Il s'agit de la deuxième ville la plus peuplée de la province

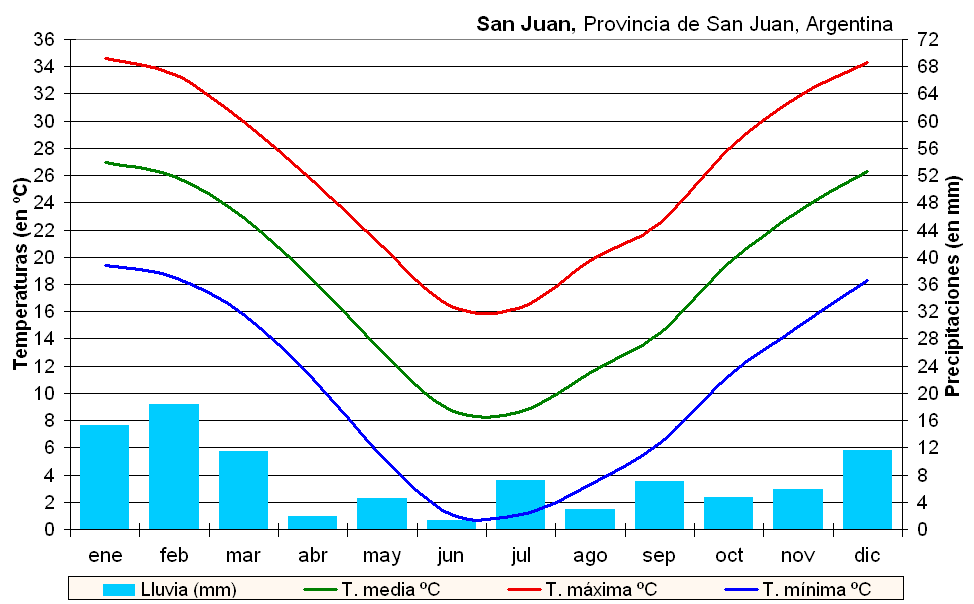
Diagramme climatique de la ville